# SLC16A5
SLC16A5‏ (Solute carrier family 16 member 5) هوَ بروتين يُشَفر بواسطة جين SLC16A5 في الإنسان.
يُشفِّر هذا الجين عضوًا من عائلة ناقلات أحادي الكربوكسيل وعائلة المُيسِّر الرئيسي. يتموضع البروتين المُشفَّر على غشاء الخلية، ويعمل كناقل مرتبط بالبروتون للبوميتانيد. يُثبَّط نقل البروتين المُشفَّر بواسطة أربعة مُدِّرات بول حلقية: ناتيغلينيد، وثيازيد، وبروبينسيد، وغليبنكلاميد. يُنتج الربط البديل مُتغيرات نسخ متعددة. 